# Cassagnabère-et-Ramefort
Cassagnabère-et-Ramefort est une ancienne commune de la Haute-Garonne. Créée en 1825, elle est issue de la fusion des communes de Cassagnabère et d'une partie de Ramefort. En 1855, Cassagnabère-et-Ramefort fusionne avec la commune de Tournas pour former la commune de Cassagnabère-Tournas.